# Spårön
Spårön är en ö i Vänern som ligger mellan Kålland och Kållandsö. 
Naturen på är omväxlande barrskog, lövskog och halvöppen mark. 
På ön finns stiftreservatet Bockarmen. Reservatet är 19 hektar stort och ligger på öns östra sida mot Kävelstocken. Här finns gammal betesmark med gamla ekar, lindar och en rik moss- och lavflora. 